# سباستيان كاليخا
سباستيان كاليخا (بالإسبانية: Sebastián Calleja)‏ هو لاعب كرة قدم أرجنتيني، ولد في 2 فبراير 1979 في بوينس آيرس في الأرجنتين. لعب مع نادي ليوبليانا الأولمبي لكرة القدم ‏.

## وصلات خارجية
- سباستيان كاليخا على موقع قاعدة بيانات كرة القدم.إي يو (الإنجليزية)
- سباستيان كاليخا على موقع عالم كرة القدم.نت (الإنجليزية)